# Saint-Michel-de-Llotes
Pour les articles homonymes, voir Saint-Michel.
Saint-Michel-de-Llotes  (prononcé [sɛ̃ miʃɛl də jɔt]) est une commune française, située dans le centre du département des Pyrénées-Orientales en région Occitanie. Ses habitants sont appelés les Saint-Michelois. Sur le plan historique et culturel, la commune est dans la région des Aspres, un minusule territoire roussillonnais compris entre les sillons de la Têt au nord et du Tech au sud qui tire son nom de la nature caillouteuse de ses sols.
Exposée à un climat méditerranéen, elle est drainée par le Boulès, le Gimeneill et par deux autres cours d'eau. La commune possède un patrimoine naturel remarquable composé d'une zone naturelle d'intérêt écologique, faunistique et floristique.
Saint-Michel-de-Llotes est une commune rurale qui compte 360 habitants en 2022, après avoir connu une forte hausse de la population depuis 1975. Elle est dans l'unité urbaine d'Ille-sur-Têt et fait partie de l'aire d'attraction de Perpignan. Ses habitants sont appelés les Saint-Michelans ou Saint-Michelanes.
Il abrite le Musée de l'agriculture catalane.

## Géographie

### Localisation
La commune de Saint-Michel-de-Llotes se trouve dans le département des Pyrénées-Orientales, en région Occitanie.
Elle se situe à 23 km à vol d'oiseau de Perpignan, préfecture du département, à 17 km de Prades, sous-préfecture, et à 20 km d'Amélie-les-Bains-Palalda, bureau centralisateur du canton du Canigou dont dépend la commune depuis 2015 pour les élections départementales.
La commune fait en outre partie du bassin de vie d'Ille-sur-Têt.
Les communes les plus proches sont :
Ille-sur-Têt (2,4 km), Bouleternère (3,0 km), Corbère (3,1 km), Casefabre (3,8 km), Corbère-les-Cabanes (4,4 km), Rodès (5,1 km), Néfiach (6,1 km), Camélas (6,6 km).
Sur le plan historique et culturel, Saint-Michel-de-Llotes fait partie de la région de Conflent, héritière de l'ancien comté de Conflent et de la viguerie de Conflent. Ce pays correspond à l'ensemble des vallées pyrénéennes qui « confluent » avec le lit creusé par la Têt entre Mont-Louis, porte de la Cerdagne, et Rodès, aux abords de la plaine du Roussillon.

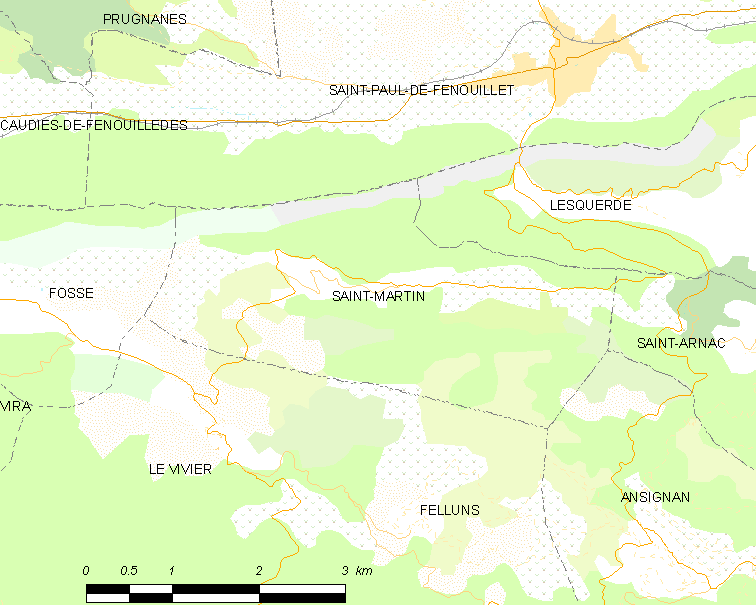
Situation de la commune

|              | Ille-sur-Têt           |         |
| Bouleternère | Saint-Michel-de-Llotes | Corbère |
|              | Casefabre              | Caixas  |

### Géologie et relief
La commune est classée en zone de sismicité 3, correspondant à une sismicité modérée.

### Climat
Pour des articles plus généraux, voir Climat de l'Occitanie et Climat des Pyrénées-Orientales.
En 2010, le climat de la commune est de type climat méditerranéen franc, selon une étude du CNRS s'appuyant sur une série de données couvrant la période 1971-2000. En 2020, Météo-France publie une typologie des climats de la France métropolitaine dans laquelle la commune est exposée à un climat méditerranéen et est dans la région climatique Pyrénées orientales, caractérisée par une faible pluviométrie, un très bon ensoleillement (2 600 h/an), un air sec, particulièrement en hiver et peu de brouillards.
Pour la période 1971-2000, la température annuelle moyenne est de 14,1 °C, avec une amplitude thermique annuelle de 15,1 °C. Le cumul annuel moyen de précipitations est de 737 mm, avec 5,8 jours de précipitations en janvier et 3,7 jours en juillet. Pour la période 1991-2020, la température moyenne annuelle observée sur la station météorologique la plus proche, située sur la commune de Caixas à 9 km à vol d'oiseau, est de 15,5 °C et le cumul annuel moyen de précipitations est de 729,7 mm,. Pour l'avenir, les paramètres climatiques de la commune estimés pour 2050 selon différents scénarios d’émission de gaz à effet de serre sont consultables sur un site dédié publié par Météo-France en novembre 2022.

### Milieux naturels et biodiversité

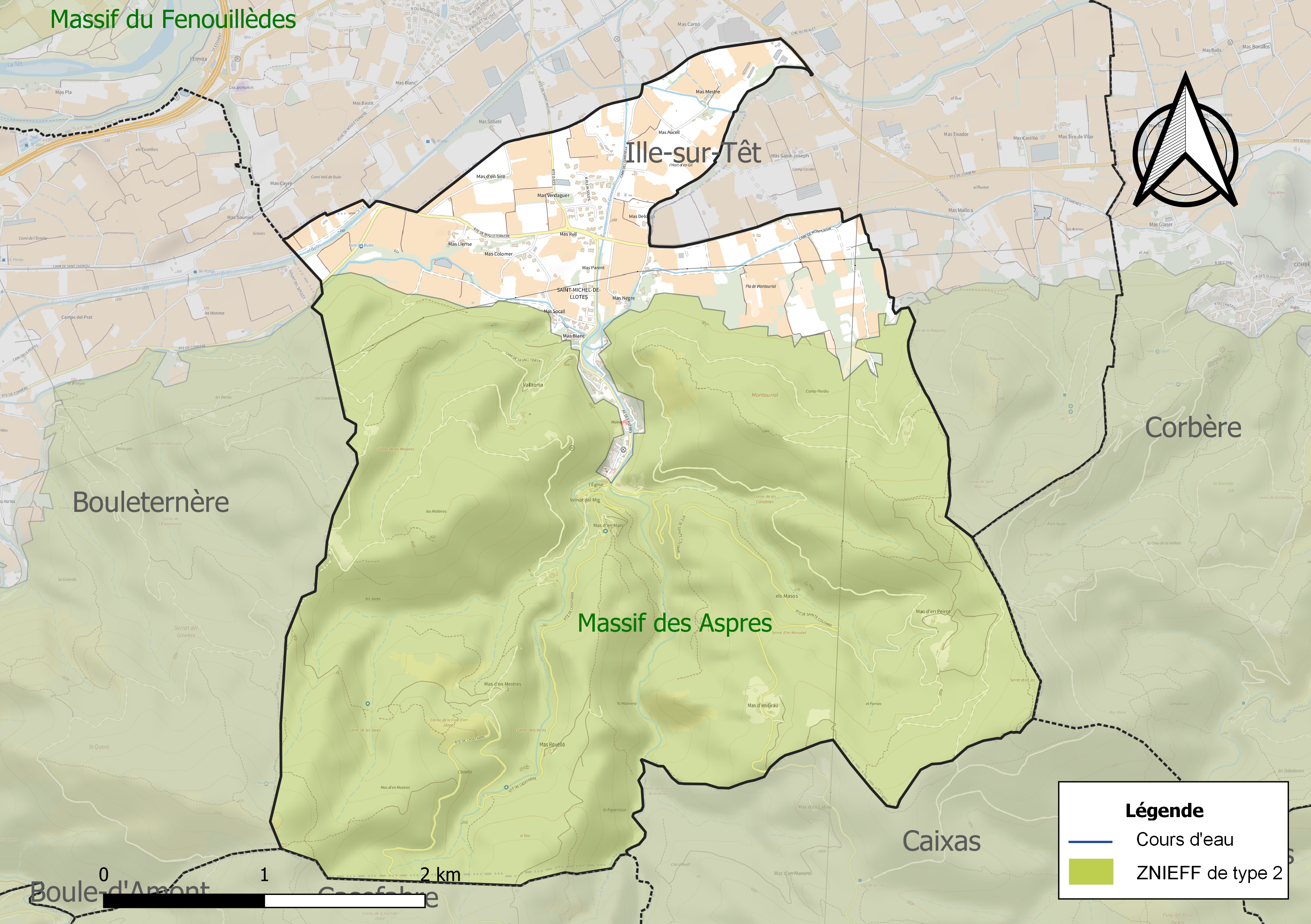
Carte de la ZNIEFF de type 2 localisée sur la commune.

L’inventaire des zones naturelles d'intérêt écologique, faunistique et floristique (ZNIEFF) a pour objectif de réaliser une couverture des zones les plus intéressantes sur le plan écologique, essentiellement dans la perspective d’améliorer la connaissance du patrimoine naturel national et de fournir aux différents décideurs un outil d’aide à la prise en compte de l’environnement dans l’aménagement du territoire.
Une ZNIEFF de type 2 est recensée sur la commune :
le « massif des Aspres » (28 819 ha), couvrant 37 communes du département.

## Urbanisme

### Typologie
Au 1er janvier 2024, Saint-Michel-de-Llotes est catégorisée commune rurale à habitat dispersé, selon la nouvelle grille communale de densité à sept niveaux définie par l'Insee en 2022.
Elle appartient à l'unité urbaine d'Ille-sur-Têt, une agglomération intra-départementale regroupant quatre  communes, dont elle est une commune de la banlieue,,. Par ailleurs la commune fait partie de l'aire d'attraction de Perpignan, dont elle est une commune de la couronne,. Cette aire, qui regroupe 118 communes, est catégorisée dans les aires de 200 000 à moins de 700 000 habitants,.

### Occupation des sols
L'occupation des sols de la commune, telle qu'elle ressort de la base de données européenne d’occupation biophysique des sols Corine Land Cover (CLC), est marquée par l'importance des forêts et milieux semi-naturels (77,8 % en 2018), une proportion identique à celle de 1990 (77,8 %). La répartition détaillée en 2018 est la suivante :
forêts (62,7 %), cultures permanentes (18,7 %), milieux à végétation arbustive et/ou herbacée (15,1 %), zones urbanisées (3,5 %). L'évolution de l’occupation des sols de la commune et de ses infrastructures peut être observée sur les différentes représentations cartographiques du territoire : la carte de Cassini (XVIIIe siècle), la carte d'état-major (1820-1866) et les cartes ou photos aériennes de l'IGN pour la période actuelle (1950 à aujourd'hui).

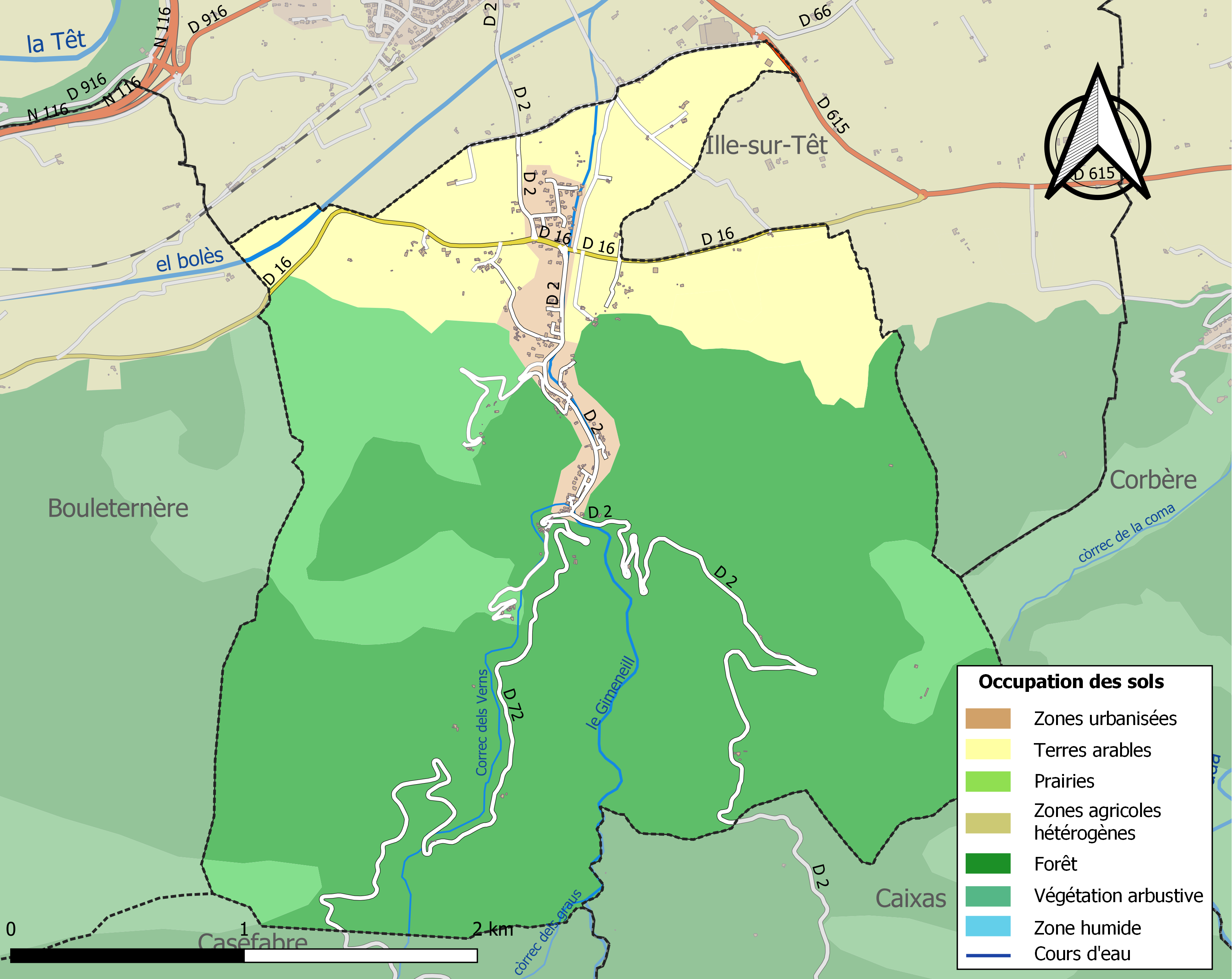
Carte des infrastructures et de l'occupation des sols de la commune en 2018 (CLC).

### Risques majeurs
Le territoire de la commune de Saint-Michel-de-Llotes est vulnérable à différents aléas naturels : inondations, climatiques (grand froid ou canicule), feux de forêts, mouvements de terrains et séisme (sismicité modérée). Il est également exposé à un risque particulier, le risque radon,.

#### Risques naturels

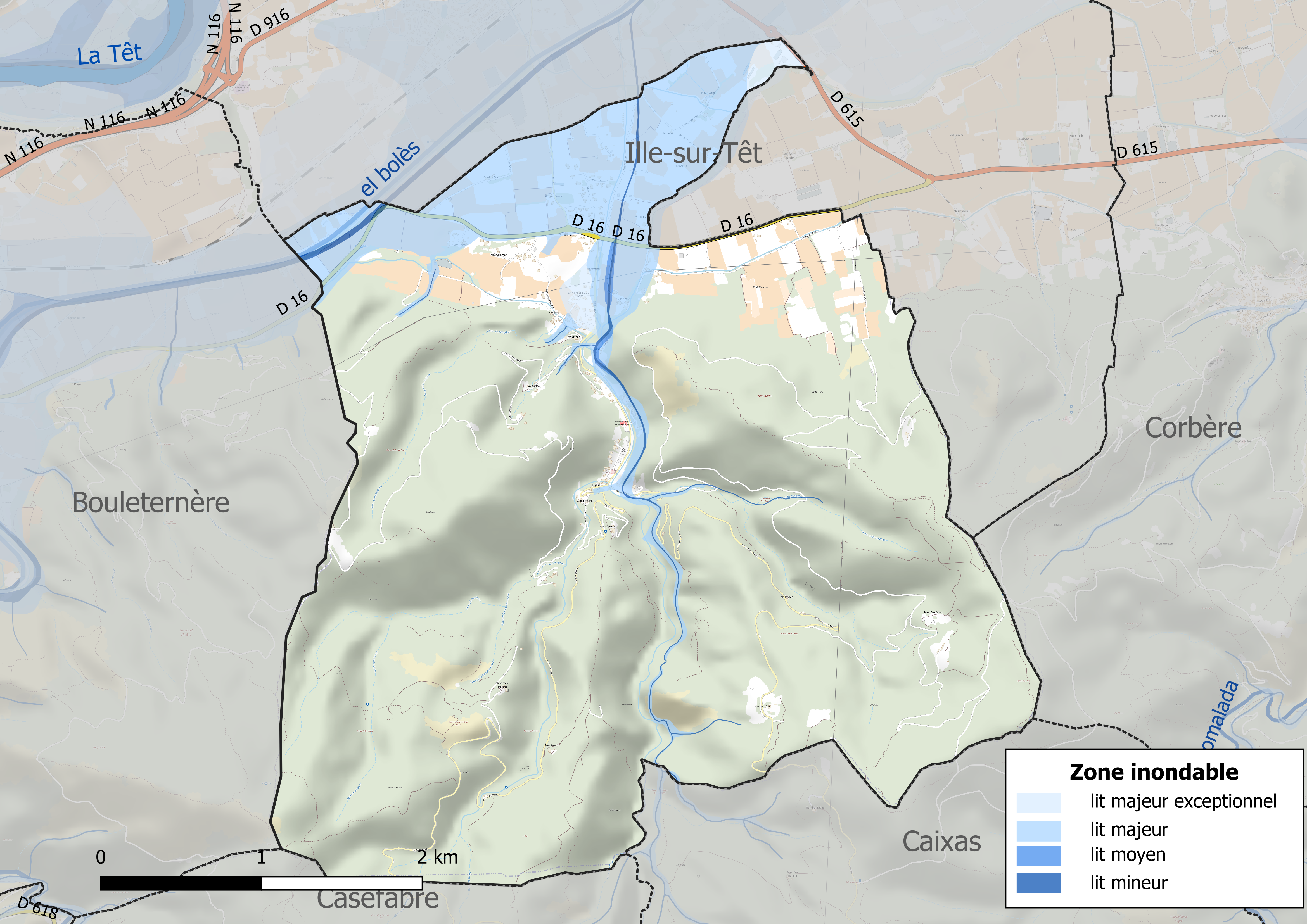
Zones inondables de la commune de Saint-Michel-de-Llotes.

Certaines parties du territoire communal sont susceptibles d’être affectées par le risque d’inondation par crue torrentielle de cours d'eau du bassin de la Têt.
Les mouvements de terrains susceptibles de se produire sur la commune sont soit des glissements de terrains, soit des chutes de blocs.

#### Risque particulier
Dans plusieurs parties du territoire national, le radon, accumulé dans certains logements ou autres locaux, peut constituer une source significative d’exposition de la population aux rayonnements ionisants. Toutes les communes du département sont concernées par le risque radon à un niveau plus ou moins élevé. Selon la classification de 2018, la commune de Saint-Michel-de-Llotes est classée en zone 3, à savoir zone à potentiel radon significatif.

## Toponymie
Le nom officiel de la commune est Saint-Michel-de-Llotes [sɛ̃ miʃɛl də jɔt], francisation du nom catalan Sant Miquel de Llotes [ˈsam miˈkel də ˈʎotəs].

## Politique et administration

### Liste des maires
| Période   | Période                  | Identité           | Étiquette | Qualité |
| --------- | ------------------------ | ------------------ | --------- | ------- |
| 1790      | 1792                     | Jean Verdaguer     |           |         |
| 1792      | 1796                     | Joseph Lavall      |           |         |
| 1796      | 1797                     | Jean Mestres       |           |         |
| 1797      | 1799                     | Joseph Castillo    |           |         |
| 1799      | 1815                     | Joseph Lavall      |           |         |
| 1815      | 1815                     | Michel Verdaguer   |           |         |
| 1815      | 1819                     | Joseph Lavall      |           |         |
| 1819      | 1830                     | Michel Verdaguer   |           |         |
| 1830      | 1848                     | Dominique Noé      |           |         |
| 1848      | 1852                     | Pierre Mestres     |           |         |
| 1852      | 1867                     | Dominique Noé      |           |         |
| 1867      | 1870                     | Laurent Corneilla  |           |         |
| 1870      | 1871                     | Laurent Moner      |           |         |
| 1871      | 1881                     | François Llense    |           |         |
| 1881      | 1884                     | Laurent Moner      |           |         |
| 1884      | 1892                     | François Llense    |           |         |
| 1892      | 1905                     | Émile Faigt        |           |         |
| 1905      | 1912                     | André Gay          |           |         |
| 1912      | 1935                     | Joseph Ausseil     |           |         |
| 1935      | 1938                     | Adrien Cadène      |           |         |
| 1938      | 1944                     | Joseph Ausseil     |           |         |
| 1944      | 1947                     | Jacques Romeu      |           |         |
| 1947      | 1977                     | Jacques Gaspard    |           |         |
| mars 1977 | mars 2001                | Claude Fabresse    |           |         |
| mars 2001 | mars 2008                | Guy Noou           |           |         |
| mars 2008 | mars 2014                | Marie Maupin       |           |         |
| mars 2014 | 25 novembre 2018 (décès) | Jean-Luc Obrecht   |           |         |
| 2020      | En cours                 | Jean-Claude Solere |           |         |

## Population et société

### Démographie ancienne
La population est exprimée en nombre de feux (f) ou d'habitants (H).
| 1355 | 1359 | 1365 | 1378 | 1720 | 1730 | 1767  | 1789 |
| ---- | ---- | ---- | ---- | ---- | ---- | ----- | ---- |
| 10 f | 13 f | 10 f | 3 f  | 26 f | 45 f | 290 H | 55 f |

Note :
- 1774 : recensée avec Ille-sur-Têt.

### Démographie contemporaine
L'évolution du nombre d'habitants est connue à travers les recensements de la population effectués dans la commune depuis 1793. Pour les communes de moins de 10 000 habitants, une enquête de recensement portant sur toute la population est réalisée tous les cinq ans, les populations de référence des années intermédiaires étant quant à elles estimées par interpolation ou extrapolation. Pour la commune, le premier recensement exhaustif entrant dans le cadre du nouveau dispositif a été réalisé en 2007.

En 2022, la commune comptait 360 habitants, en évolution de +4,96 % par rapport à 2016 (Pyrénées-Orientales : +3,92 %, France hors Mayotte : +2,11 %).
| 1793 | 1800 | 1806 | 1821 | 1831 | 1836 | 1841 | 1846 | 1851 |
| ---- | ---- | ---- | ---- | ---- | ---- | ---- | ---- | ---- |
| 259  | 244  | 304  | 397  | 367  | 371  | 402  | 414  | 422  |

| 1856 | 1861 | 1866 | 1872 | 1876 | 1881 | 1886 | 1891 | 1896 |
| ---- | ---- | ---- | ---- | ---- | ---- | ---- | ---- | ---- |
| 346  | 385  | 361  | 300  | 338  | 296  | 318  | 287  | 285  |

| 1901 | 1906 | 1911 | 1921 | 1926 | 1931 | 1936 | 1946 | 1954 |
| ---- | ---- | ---- | ---- | ---- | ---- | ---- | ---- | ---- |
| 252  | 240  | 238  | 247  | 236  | 253  | 223  | 206  | 276  |

| 1962 | 1968 | 1975 | 1982 | 1990 | 1999 | 2006 | 2007 | 2012 |
| ---- | ---- | ---- | ---- | ---- | ---- | ---- | ---- | ---- |
| 243  | 237  | 182  | 205  | 219  | 269  | 300  | 304  | 332  |

| 2017 | 2022 | - | - | - | - | - | - | - |
| ---- | ---- | - | - | - | - | - | - | - |
| 348  | 360  | - | - | - | - | - | - | - |

| selon la population municipale des années : | 1968 | 1975 | 1982 | 1990 | 1999 | 2006 | 2009 | 2013 |
| Rang de la commune dans le département      | 145  | 125  | 132  | 133  | 126  | 127  | 127  | 124  |
| Nombre de communes du département           | 232  | 217  | 220  | 225  | 226  | 226  | 226  | 226  |

### Manifestations culturelles et festivités
- Fête patronale : 29 septembre[35].

## Économie

### Revenus
En 2018, la commune compte 154 ménages fiscaux, regroupant 330 personnes. La médiane du revenu disponible par unité de consommation est de 19 950 € (19 350 € dans le département).

### Emploi
|                | 2008   | 2013   | 2018   |
| -------------- | ------ | ------ | ------ |
| Commune        | 8,4 %  | 8 %    | 11,8 % |
| Département    | 10,3 % | 12,9 % | 13,3 % |
| France entière | 8,3 %  | 10 %   | 10 %   |

En 2018, la population âgée de 15 à 64 ans s'élève à 214 personnes, parmi lesquelles on compte 75,1 % d'actifs (63,4 % ayant un emploi et 11,8 % de chômeurs) et 24,9 % d'inactifs,. Depuis 2008, le taux de chômage communal (au sens du recensement) des 15-64 ans est inférieur à celui du département, mais supérieur à celui de la France.
La commune fait partie de la couronne de l'aire d'attraction de Perpignan, du fait qu'au moins 15 % des actifs travaillent dans le pôle,. Elle compte 26 emplois en 2018, contre 37 en 2013 et 44 en 2008. Le nombre d'actifs ayant un emploi résidant dans la commune est de 138, soit un indicateur de concentration d'emploi de 19,1 % et un taux d'activité parmi les 15 ans ou plus de 53,5 %.
Sur ces 138 actifs de 15 ans ou plus ayant un emploi, 23 travaillent dans la commune, soit 17 % des habitants. Pour se rendre au travail, 90,5 % des habitants utilisent un véhicule personnel ou de fonction à quatre roues, 1,4 % les transports en commun, 2,9 % s'y rendent en deux-roues, à vélo ou à pied et 5,1 % n'ont pas besoin de transport (travail au domicile).

### Activités hors agriculture

#### Secteurs d'activités
26 établissements sont implantés à Saint-Michel-de-Llotes au 31 décembre 2019.
Le secteur du commerce de gros et de détail, des transports, de l'hébergement et de la restauration est prépondérant sur la commune puisqu'il représente 26,9 % du nombre total d'établissements de la commune (7 sur les 26 entreprises implantées à Saint-Michel-de-Llotes), contre 30,5 % au niveau départemental.

### Agriculture
|               | 1988 | 2000 | 2010 | 2020 |
| ------------- | ---- | ---- | ---- | ---- |
| Exploitations | 20   | 7    | 4    | 6    |
| SAU (ha)      | 38   | 79   | 35   | 21   |

La commune est dans la « plaine du Roussillon », une petite région agricole occupant la bande côtière et une grande partie centrale du département des Pyrénées-Orientales. En 2020, l'orientation technico-économique de l'agriculture  sur la commune est la culture de légumes ou champignons. Six exploitations agricoles ayant leur siège dans la commune sont dénombrées lors du recensement agricole de 2020 (20 en 1988). La superficie agricole utilisée est de 21 ha,,.

## Culture locale et patrimoine

### Monuments et lieux touristiques
Saint-Michel-de-Llotes est surtout connue pour son Musée de l'agriculture catalane, fermé depuis 2002.
Cinq dolmens se dressent sur la commune, attestant une occupation au Néolithique sur le territoire de la commune.
Le dolmen du Coll de la Llosa est situé à la limite des communes de Bouleternère, Casefabre et Saint-Michel-de-Llotes.
L'église Saint-Michel

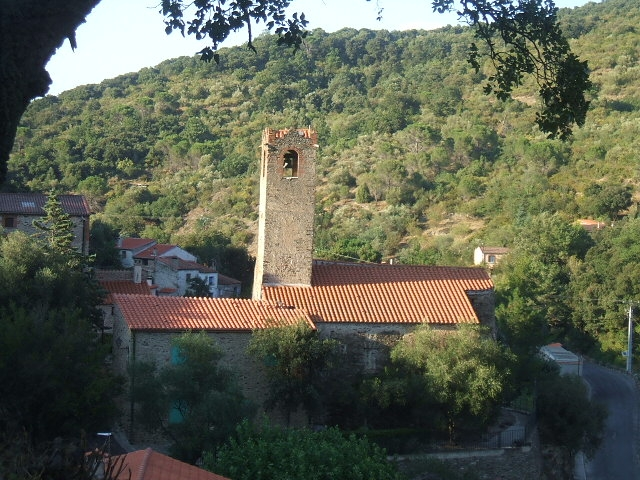
L'église Saint-Michel.

L'église paroissiale Saint-Michel est construite au XIe siècle : elle se composait alors d'une nef unique (voûtée au XIIe siècle) et d'une abside circulaire que l'on aperçoit encore, englobée dans des maçonneries postérieures. Vers le XIVe siècle, une seconde nef est accolée au sud de la nef romane. Un agrandissement de la même sorte est réalisé au nord du vaisseau primitif à l'époque moderne. L'église abrite la « cadireta » de la Vierge, fin XVIIe – début XVIIIe siècle, en bois sculpté, polychrome et dorée. L'édifice a été inscrit au titre des monuments historiques en 1973.